# ニノさん
『ニノさん』は、2013年4月25日より、日本テレビ系列で放送されているバラエティ番組。二宮和也（嵐）の初の冠番組でもある。詳細な放送時間については後述。

## 概要
MCの二宮がゲストに対して、楽しく生きるセンスを番組オリジナルの形で紹介するのが主な番組内容である。
番組は4期に大別され、第1期は2013年4月25日（24日深夜）から6月27日（26日深夜）まで、毎週木曜0:59 - 1:29（水曜深夜、以下いずれもJST）にて放送。この時期の企画はどれも1回限りであった。
第1期の終了後、3ヶ月の中断期間を経て日曜正午（12:45 - 13:15）へと放送時間帯を移動・拡大の上で、2013年10月6日 - 2020年3月29日まで第2期が放送された。第2期に入ってからは、日本テレビの5人の若手ディレクターが2本ずつ企画を週替わりで演出し、二宮は毎回異なる企画のMCを担当するというスタイルが取られた。
2020年4月5日からは、放送時間帯を日曜午前（10:25 - 11:25）へと繰り上げ・拡大の上で第3期がスタート。以降2024年9月29日までの4年半にわたって、同時間帯での放送が継続された。第3期は当初、二宮に対する「お友達お見合いバラエティー」をテーマに展開し、その後2020年5月31日放送分より「好きを極めた夢中人」というテーマで展開されていたが、2024年9月現在では前述の通り、「MCの二宮和也がゲストに対して、楽しく生きるセンスを番組オリジナルの形で紹介する」をテーマに企画が展開されている。以降の各節の記述も、原則としてこの第3期を基準に記すものとする。
2024年10月11日より放送時間帯が金曜19:00 - 19:56のゴールデンタイムへと移動し、第4期が開始。ゴールデンタイム進出後も、扱いとしては引き続き全編ローカルセールス枠となる。この時間帯変更に先立ち、7月15日に番組公式サイトにて公開された二宮と菊池へのインタビュー記事では、日曜朝で放送しているこのバランスがすごくいいのではないかと感じていると前置きしつつ、時間帯変更に当たっては「大きく変えないこと」が一番のチャレンジであると語っている。そのため、基本的な番組構成や企画群としては第3期と特に変わらないものとなっている。

## 出演者
進行と準レギュラーは原則それぞれ隔週で出演。番組内ではレギュラー・準レギュラー出演者を纏めて「ニノさんファミリー」と呼ぶことが多い。

### MC
- 二宮和也（嵐）

### レギュラー
- 菊池風磨（timelesz[注釈 2]）[注釈 3][注釈 4]

### 進行
- 陣内智則[注釈 5]
- 川島明（麒麟）
- 吉村崇（平成ノブシコブシ）

### 準レギュラー
- 朝日奈央
- ガンバレルーヤ[注釈 6]
- 3時のヒロイン（2021年10月 - ）[注釈 7]

### ロケVTR出演者
「ゲストご所望リサーチ!○○の今一番気になるモノ」のリポーターや、クイズを通して楽しく学ぶ! 話題のスポットぶらぶら旅」の旅人などを指す。
- 宮下草薙（2021年3月28日放送分 - ）
- おかずクラブ（2021年7月4日放送分 - ）
- アインシュタイン（2021年7月11日放送分 - ）
- 椿鬼奴（2021年9月26日放送分 - ）
- Everybody（2021年9月26日放送分 - ）
- なすなかにし（2021年11月14日放送分 - ）
- もう中学生（2022年3月20日放送分 - ）
- トレンディエンジェル（2022年3月27日放送分 - ）
- 相席スタート（2022年6月26日放送分 - ）
- 飯尾和樹（ずん）（2022年7月24日放送分 - ）
- ティモンディ (2022年11月20日放送分 - )
- かが屋（2022年12月11日放送分 - ）
- ネルソンズ（2022年12月18日放送分 - ）
- ジェラードン (2023年2月12日放送分 - )
- コットン（2023年4月2日放送分 - ）
- ヨネダ2000（2023年4月30日 - ）

#### もう中学生の混ぜるな危険コンビの相方
- なかやまきんに君（2022年3月20日放送分）
- 石橋遼大（四千頭身）（2022年6月12日放送分）
- 菊地亜美（2022年8月14日放送分）
- 峯岸みなみ（2022年10月2日放送分）
- 岩尾望（フットボールアワー）（2022年10月30日放送分）
- とにかく明るい安村（2023年1月8日放送分）
- 松島聡（Sexy Zone）（2023年4月16日放送分・2023年7月23日放送分）

### ナレーター
基本的には小野が担当。内田はスペシャル放送時に小野と一緒に担当、レギュラー放送でもまれに担当することがある。
- 小野賢章
- 内田真礼
- 大西沙織（2024年11月15日放送分）

### 嵐メンバーの出演
- 大野智 - 2016年4月12日放送分『ニノさん大賞2016』[7]
- 櫻井翔 - 2017年10月7日放送分『ニノさんSP 悶絶!自分クイズ』[8]、2021年4月3日放送分『ニノさんSP』[9]、2023年4月9日放送分
- 松本潤 - 2021年12月26日放送分[10]
- 相葉雅紀 - 2022年9月25日放送分[11]

### SMILE-UP．所属タレントの出演
（SMILE-UP.の旧会社名時やSTARTO ENTERTAINMENTへの移管後を含む）
- 風間俊介 - 2020年7月12日[12]、2021年6月20日（VTR出演）[13]、11月14日（VTR出演）[14]、2023年5月7日放送分
- 増田貴久（NEWS） - 2020年8月16日[15]、2021年6月20日放送分[13]
- 井ノ原快彦（V6〈当時〉） - 2020年11月1日[16]
- 道枝駿佑（なにわ男子） - 2020年11月1日[16]、2023年8月20日放送分
- 加藤シゲアキ（NEWS） - 2020年11月22日[17]、2021年10月2日スペシャル放送分（VTR出演）[18]
- 横山裕（関ジャニ∞）- 2020年12月20日[19]
- 松村北斗（SixTONES） - 2021年1月17日[20]、2022年5月1日放送分[21]
- 北山宏光（Kis-My-Ft2） - 2021年2月7日[22]、11月14日放送分（芸能人私物捜査官の隠しゲスト）[14]
- 佐藤勝利（Sexy Zone） - 2021年2月7日[22]
- 塚田僚一（A.B.C-Z） - 2021年4月4日放送分（VTR出演）[23]
- 有岡大貴（Hey! Say! JUMP） - 2021年6月20日放送分（芸能人私物捜査官の隠しゲスト）[13]
- 田中樹（SixTONES） - 2021年8月15日放送分（芸能人私物捜査官の隠しゲスト）[24]
- 山田涼介（Hey! Say! JUMP） - 2021年10月3日[25]、2022年4月24日（VTR出演 →ジャにのちゃんねるメンバーとして冒頭とエンディングのみ）、6月26日[26]、8月21日[27]、2023年9月17日放送分
- 大倉忠義（SUPER EIGHT）- 2021年11月14日放送分[14]
- 渡辺翔太（Snow Man）- 2021年12月25日スペシャル放送分（VTR出演）[28]
- 三宅健（V6〈当時〉） - 2022年1月23日放送分[29]
- 河合郁人（A.B.C-Z） - 2022年2月27日放送分（VTR出演）[30]
- 中丸雄一（KAT-TUN） - 2022年4月24日（VTR出演 →ジャにのちゃんねるメンバーとして冒頭とエンディングのみ）、8月21日放送分[27]
- 生田斗真 - 2022年5月29日[31]、2023年6月4日放送分
- 松島聡（Sexy Zone） - 2022年8月14日[注釈 8]、2023年4月16日、7月23日放送分
- 京本大我 (SixTONES) - 2022年11月13日放送分[32]
- 中島健人 (Sexy Zone) - 2022年12月4日放送分[33]、2023年10月15日放送分
- Travis Japan - 2019年5月26日、2023年1月8日放送分[注釈 9]
  - 松田元太 - 2023年10月8日放送分[注釈 10]
- 目黒蓮 (Snow Man) - 2023年3月5日放送分[34]
- King & Prince - 2023年7月16日放送分[注釈 11]
  - 永瀬廉 - 2022年7月24日[35]、2023年7月16日放送分
  - 髙橋海人 - 2023年7月16日放送分
  - 平野紫耀（King & Prince〈当時〉） - 2022年9月11日放送分[36]
  - 岸優太（King & Prince〈当時〉） - 2020年8月16日[15]、12月13日[37]、2021年8月15日[24]、2023年8月7日放送分『ニノさんとあそぼ』
- 西畑大吾（なにわ男子） - 2023年8月20日放送分
- WEST. - 2024年7月28日放送分[38]
  - 重岡大毅 - 2020年1月19日・26日、8月16日放送分[15]
  - 藤井流星 - 2016年10月9日、2016年10月16日放送分
  - 小瀧望 - 2019年4月14日・21日放送分

### 過去の出演者

#### 進行
- 澤部佑（ハライチ）- 2020年7月12日・19日放送分のみ

#### 準レギュラー
- 王林（りんご娘）（2020年8月9日・16日放送分のみ）
- 劇団ひとり（2020年9月13日・20日放送分のみ）
- IKKO（2020年9月13日・20日放送分のみ）
- 生見愛瑠（2020年10月11日・18日・11月8日・2021年4月4日・11日放送分のみ）
- 山之内すず（2021年1月10日放送分・2021年1月17日放送分のみ）
- 横澤夏子（2020年11月15日放送分のみ）
- フワちゃん（2020年7月26日・8月2日放送分・2021年2月7日・14日放送分・2021年6月13日・20日放送分のみ）
- ぼる塾（2021年10月 - 2022年3月、2022年11月13日・20日放送分）

#### ロケVTR出演者
- ハナコ（2021年3月14日 - 2022年12月6日放送分まで）
- ガンバレルーヤ（2021年5月2日・2022年7月3日放送分のみ）
- 四千頭身（2021年5月9日 - 2021年10月20日放送まで）
- 小島よしお（2021年5月23日放送分のみ）
- しらスタ（2021年5月23日・2021年6月27日・2021年11月21日のみ）
- 3時のヒロイン（2021年7月4日・2022年9月25日放送分のみ） - 2021年10月以降はパネラーとして出演。
- 見取り図（2021年7月18日放送分のみ）
- 寺門ジモン（2022年1月30日放送分のみ）
- オダウエダ（2022年4月24日放送分のみ）

## 主なコーナー
出典:
ゲストご所望リサーチ！○○の今一番気になるモノ
お笑い芸人がその回のゲストが「今1番気になる」飲食店などを調査するVTRコーナー。○○にはその回のゲスト名が入る。料理が紹介された場合は、スタジオでのゲームによって試食者を決める。
クイズを通して楽しく学ぶ！話題のスポットぶらぶら旅
Top10ブラックジャック
様々な事柄のランキングの1位～10位を選択肢の中から選ぶ。選んだ選択肢の順位の数字が解答者の得点となり、得点がちょうど「21」になればブラックジャック達成。
平均値を超え続けろ プチファインプレーメドレー！
番組オリジナルゲームに挑戦し、スタッフの平均記録を超えればクリア。4連続クリアでご褒美獲得となる。
チャンピオンジャッジメント
街角リアル番付！といえばセブン
○○ダービー
様々なジャンルから展開されるため、毎回テーマが異なる。
- 主婦が気になる家のあれこれダービー
- 令和の新常識ダービー
- JK流行りものダービー
- 崖っぷちバラドルダービー
- 筋肉女子ダービー
- 10代の常識ダービー
- 過半数はどっち？世の中の気になる2択ダービー
- 筋肉自慢ダービー
- 東大あれこれダービー
- 歌うま芸人ダービー
- アレコレお値段ダービー
- 水族館ダービー
- IQ高い芸人ダービー
- 運動神経良い人ダービー
- 陸上競技ダービー
- 異種格闘技戦野球ダービー

音モノゲーム○番勝負
番数は回によって異なる。
- ワンフレーズイントロクイズ！この「○」は何の曲？（○には平仮名1文字や単語が入り、平仮名は毎回異なる）
- ジャニーズソング この「○」は何の曲？（○には平仮名1文字が入り、平仮名は毎回異なる）
- 擬音擬声語で伝えろ！オノマトペ伝言ゲーム
- 歌っているのは誰？芸能人歌声クイズ！
- この音なんの音？激ムズＡＳＭＲクイズ！
- チャンピオンジャッジメント音楽編

自宅から私物を押収！芸能人私物捜査官
芸能人の自宅にある私物を見て誰の家のものかを当てる。
芸能人イメージ調査ビンゴ
自画自賛ダービー
ゲスト接待ダービー
相手の好みを見抜け！パーソナルランキング
趣味趣向に関するお題の3つの選択肢を、1人が自分の考えに当てはまる順にランキング。それ以外のメンバーでどの様にランキングされるかを予想する。
ニノと目が合ったらダメよゲーム
第4期以降、番組終盤に行われる。ゲスト1名が二宮と向かい合い、目をつむり、自由なタイミングで目を開ける。30秒間二宮と目を開けるタイミングが被らなければ2万円分のギフトカードを獲得。失敗した場合は翌回のゲストに金額が引き継がれる。

## スペシャル放送
- 2013年10月7日（23:59 - 翌0:54） - 全国ネット『ニノさんTHEプラチナイト』[40]
- 2014年12月22日（22:00 - 23:30） - 全国ネット『ニノさんSP!!全人類サミット』
- 2016年4月12日（22:00 - 23:30） - 全国ネット『ニノさん大賞2016』
- 2016年12月30日（23:00 - 翌0:29） - 全国ネット『ニノさんSP 日本ZOUGEN研究所』
- 2017年10月7日（22:00 - 23:24 - 『ニノさんSP 悶絶!自分クイズ』
- 2018年6月30日（22:00 - 23:14） - 『ニノさんSP 赤面!自分クイズ』[41]
- 2019年1月12日（22:00 - 23:24） - 『ニノさんSP 赤面!自分クイズ』[42]
- 2019年4月13日（22:00 - 23:14） - 『ニノさんSP「○○を知らない人」』[43]
- 2019年10月5日（21:30 - 23:18） - 『ニノさんSP「○○を知らない人」』[44]

- 2020年3月28日（22:00 - 23:14） - 全国ネット『ニノさんSP ○○を知らない人』[45]
- 2020年9月26日（22:00 - 22:54） - 全国ネット『ニノさんSP ○○を知らない人』[46]
- 2021年4月3日（21:00 - 22:54） - 全国ネット『ニノさん ドリームダービー2時間SP』[47]
- 2021年10月2日（21:00 - 22:54） - 全国ネット『ニノさん ドリームダービー2時間SP』[48]
- 2021年12月25日（21:00 - 22:54） - 全国ネット『ニノさん クリスマスダービー2時間SP』[49]
- 2022年12月25日（10:25 - 11:25） - ローカルセールス『ニノさん クリスマスSP』[50]
- 2023年1月16日（20:00 - 21:54） - 全国ネット『ニノさんとあそぼ』[51]
- 2023年8月6日（10:25 - 11:25） - ローカルセールス『ニノさんとあそぼ 第2弾放送直前SP』[注釈 12]
- 2023年8月7日（20:00 - 21:54） - 全国ネット『ニノさんとあそぼ』
- 2023年8月13日（10:25 - 11:25） - ローカルセールス『ニノさんとあそぼ 延長戦』
- 2024年2月25日（19:00 - 20:54） - 全国ネット『ニノさんとあそぼ』
- 2024年10月6日（19:58 - 21:54） - 全国ネット『ニノさんとあそぼ』
- 2025年1月12日（19:58 - 21:54） - 全国ネット『ニノさんとあそぼ』
- 2025年6月6日（19:00 - 20:54） - 全国ネット『ニノさんとあそぼ』
- 2025年8月8日（19:00 - 20:54） - 全国ネット『ニノさんとあそぼ』

### 日本テレビ系特別番組
2021年4月4日放送の『DASHでイッテQ!行列のできるしゃべくり!突破でケンミンSHOWにゼミナンデス!ニノさんは小学5年生より賢いの!? 日テレ系人気番組 春のコラボSP!』（19:00 - 22:54）にて、『しゃべくり007』×『ニノさん』のコラボとして同番組のスタジオに『ニノさん』軍団が出演。
同特番では、「番組愛があるのはどっちなのか?」をテーマに「自画自賛ダービー」と「スタッフ愛ダービー」を展開。番組スタッフの演出のイシザキ（石崎史郎）、プロデューサーのクニヤ（國谷茉莉）、プロデューサーのタカハシ（高橋正子→2022年5月放送より離脱）、チーフDのナガイ、APのダイマツ（大松千紗都→2021年10月放送分よりプロデューサー）、ディレクターのアカマツの名前を『ニノさん』メンバーが答える場面があった。

## 放送リスト

### ゴールデン時代

#### 2024年
| 回 | 放送日   | ゲスト                                                                               | VTR出演者                 | コーナー | 備考                                                        |
| -- | -------- | ------------------------------------------------------------------------------------ | ------------------------- | --- | ----------------------------------------------------------- |
| 1  | 10月11日 | Mrs. GREEN APPLE                                                                     | 那須晃行（なすなかにし）  | カプセルトーク Mrs. GREEN APPLE 若井滉斗と藤澤涼架が今一番気になる食べ物 Mrs. GREEN APPLE 大森元貴の今一番やりたいこと 絆を試す勝負! 失敗したらキャリーオーバー!目が合っちゃダメよチャレンジ!                                                                | VTRには朝日と若井滉斗・藤澤涼架（Mrs. GREEN APPLE）も出演。 |
| 2  | 10月25日 | 寺島しのぶ 黒木華                                                                    | 紅しょうが                | 寺島しのぶと黒木華の今一番気になるモノ 絆を試す5番勝負! 失敗したらキャリーオーバー!ニノと目を開けるタイミング揃っちゃダメよチャレンジ |                                                             |
| 3  | 11月1日  | 綾瀬はるか                                                                           | 宮下草薙                  | カプセルトーク 綾瀬はるかの今一番気になるモノ 綾瀬はるかが今一番会いたい人 TOP10ブラックジャック! 失敗したらキャリーオーバー!ニノと目が合ったらダメよチャレンジ                                                                                              |                                                             |
| 4  | 11月15日 | 浜辺美波、赤楚衛二、佐野勇斗、山下美月NewJeans、有岡大貴（Hey!Say!JUMP）、ヒコロヒー | なすなかにし ジェラードン | 浜辺美波・佐野勇斗・山下美月の今一番気になるモノ 赤楚衛二が今一番やりたいこと 絆を試す3番勝負!カプセルトーク 絆を試す3番勝負! NewJeansの今一番気になるモノ 失敗したらキャリーオーバー!目が合っちゃダメよチャレンジ!                                          | 2時間SP（19:00 - 20:54）                                    |
| 5  | 11月22日 | 松下洸平                                                                             | なすなかにし              | 松下洸平イメージ調査ビンゴ! 松下洸平の今一番気になるモノ TOP10ブラックジャック! 失敗したらキャリーオーバー!ニノと目が合ったらダメよチャレンジ |                                                             |
| 6  | 11月29日 | 横浜流星 吉岡里帆                                                                    | 宮下草薙                  | 横浜流星・吉岡里帆が今一番気になるモノ 吉岡里帆が今一番会いたい人 あなたはYes・Noどっち!? 50:50クエスチョン 失敗したらキャリーオーバー!ニノと目が合ったらダメよチャレンジ                                                                                    |                                                             |
| 7  | 12月6日  | 永野芽郁                                                                             | ティモンディ              | 永野芽郁が今一番気になるモノ 平均値を超え続けろ!プチファインプレーメドレー 失敗したらキャリーオーバー!ニノと目が合ったらダメよチャレンジ |                                                             |
| 8  | 12月20日 | 小泉孝太郎佐藤健 阿部サダヲ                                                          | 宮下草薙                  | 第3弾!小泉孝太郎&小泉家行きつけの中華居酒屋でおいしい餃子や料理をいただきながら“ただただ飲んで喋ろう!” 2025年の運勢占い! 失敗したらキャリーオーバー!ニノと目が合ったらダメよチャレンジ佐藤健からのお悩み相談 阿部サダヲの今一番気になるモノ 絆を試す3番勝負! | 2時間SP（19:00 - 20:54）                                    |

#### 2025年
| 回 | 放送日  | ゲスト                                            | VTR出演者                                                        | コーナー | 備考                     |
| -- | ------- | ------------------------------------------------- | ---------------------------------------------------------------- | --- | ------------------------ |
| 9  | 1月17日 | ムロツヨシ                                        |                                                                  | ムロツヨシが今一番やりたいこと ムロツヨシが今一番気になるモノ あなたはYES・NOどっち!?50:50クエスチョン! 失敗したらキャリーオーバー!ニノと目が合ったらダメよチャレンジ |                          |
| 10 | 1月31日 | 川口春奈 松村北斗（SixTONES）                     | ティモンディ                                                     | 川口春奈の今一番気になるモノ 松村北斗が今一番やってみたいこと TOP10ブラックジャック! 失敗したらキャリーオーバー!あっち向いてホイ5連続回避チャレンジ |                          |
| 11 | 2月7日  | 松たか子                                          | 宮下草薙                                                         | 松たか子の忘れられないものSP 松たか子の今一番気になるモノ あなたはYES・NOどっち!?50:50クエスチョン! 失敗したらキャリーオーバー!あっち向いてホイ5連続回避チャレンジ |                          |
| 12 | 2月14日 | 堂本光一                                          |                                                                  | 堂本光一とバレンタインSP! あなたはYES・NOどっち!?50:50クエスチョン! 平均値を超え続けろ!プチファインプレーメドレー 失敗したらキャリーオーバー!あっち向いてホイ5連続回避チャレンジ |                          |
| 13 | 2月21日 | 高畑充希北村匠海timelesz                          | マユリカ 浦川翔平（THE RAMPAGE）                                 | 高畑充希の忘れられない思い出 記憶力の総合格闘技!メモリースポーツ対決北村匠海の人生を変えた忘れられない味&仕事&漫画とは!? メモリークイズ 3番勝負 失敗したらキャリーオーバー!あっち向いてホイ5連続回避チャレンジ新しい仲間５人を“メンバー同士がつけたキャッチコピー”と共に紹介! メンバーも知らない!初出し特技発表会! timeleszぶっちゃけ意見箱 timelesz組体操 | 2時間SP（19:00 - 20:54） |
| 14 | 3月7日  | 仲間由紀恵                                        |                                                                  | あるあるシューティング 仲間由紀恵の今一番気になるモノ あなたはYES・NOどっち!? 50:50クエスチョン! 失敗したらキャリーオーバー!あっち向いてホイ5連続回避チャレンジ |                          |
| 15 | 3月21日 | 杉咲花 清原果耶                                   |                                                                  | 直感と知識で遊ぶ○×クレバーチョイス TOP10ブラックジャック! 失敗したらキャリーオーバー!あっち向いてホイ5連続回避チャレンジ |                          |
| 16 | 4月4日  | Ado                                               | 宮下草薙                                                         | カプセルトーク Adoの今一番気になるモノ TOP10ブラックジャック! 失敗したらキャリーオーバー!あっち向いてホイ5連続回避チャレンジ |                          |
| 17 | 4月18日 | 志尊淳 岸井ゆきの                                 | なすなかにし                                                     | 岸井ゆきのの今一番気になるモノ あるあるシューティング 失敗したらキャリーオーバー!あっち向いてホイ5連続回避チャレンジ |                          |
| 18 | 4月25日 | 大森元貴（Mrs. GREEN APPLE） 菊池風磨（timelesz） | 原嘉孝（timelesz） 若槻千夏                                      | 菊池風磨の今一番気になるモノ 絆を試す3番勝負! 失敗したらキャリーオーバー!あっち向いてホイ5連続回避チャレンジ |                          |
| 19 | 5月2日  | 川栄李奈 安田顕 千葉雄大 吉瀬美智子 山田涼介      |                                                                  | 日本全国あるあるリアル調査 マネージャーが告白!ゲストの裏の顔 解禁まつり! 互いのライフを削り合え!タイマン○×ファイター 失敗したらキャリーオーバー!あっち向いてホイ5連続回避チャレンジ |                          |
| 20 | 5月16日 | ちゃんみな HANA                                   | 伊沢拓司 MyM 屋敷裕政（ニューヨーク）                            | HANAメンバーのナンバーワンキャラクター紹介&特技発表会! HANAぶっちゃけ意見箱 グループの絆を試す音モノゲーム対決 |                          |
| 21 | 5月30日 | こっちのけんと                                    | なすなかにし                                                     | 日本全国あるあるリアル調査 TOP10ブラックジャック! 失敗したらキャリーオーバー!目が合ったらダメよチャレンジ〜リターンズ〜 |                          |
| 22 | 6月20日 | 蒼井優                                            | 原嘉孝（timelesz）                                               | 蒼井優の今一番気になるモノ“餃子” TOP10ブラックジャック! 失敗したらキャリーオーバー!目が合ったらダメよチャレンジ |                          |
| 23 | 6月27日 | 櫻井翔 比嘉愛未                                   | 浦川翔平（THE RAMPAGE）                                          | 日本全国あるあるリアル調査 絆を試す3番勝負 失敗したらキャリーオーバー!目が合ったらダメよチャレンジ |                          |
| 24 | 7月4日  | 阿部寛 菜々緒                                     | ティモンディ                                                     | 日本全国あるあるリアル調査 体感10kgチャレンジ 失敗したらキャリーオーバー!目が合ったらダメよチャレンジ |                          |
| 25 | 7月11日 | 堤真一 山田裕貴                                   | 浦川翔平（THE RAMPAGE） 仲川瑠夏（FRUITS ZIPPER）                | 日本全国あるあるリアル調査 ひらがな作文ポーカー |                          |
| 26 | 7月25日 | 菅野美穂 赤楚衛二                                 | 浦川翔平（THE RAMPAGE） 宮下草薙 吉川ひより（超ときめき♡宣伝部） | 日本全国あるあるリアル調査 要点をまとめて上手く伝えろ!司令官チャレンジ 〜お絵描き〜 |                          |

## ネット局

### 2024年9月まで
全編ローカルセールス枠のため、日本テレビ以外の同時ネット局であっても、編成の都合で臨時に休止する場合がある。
出典:
| 放送対象地域   | 放送局                    | 系列           | 放送日時                     | 放送期間                                              | ネット状況 |
| -------------- | ------------------------- | -------------- | ---------------------------- | ----------------------------------------------------- | ---------- |
| 関東広域圏     | 日本テレビ（NTV）         | 日本テレビ系列 | 日曜 10:25 - 11:25           | 2020年4月5日 - 2024年9月29日                          | 制作局     |
| 北海道         | 札幌テレビ（STV）         | 日本テレビ系列 | 日曜 10:25 - 11:25           | 2020年4月5日 - 2024年9月29日                          | 同時ネット |
| 青森県         | 青森放送（RAB）           | 日本テレビ系列 | 日曜 10:25 - 11:25           | 2020年4月5日 - 2024年9月29日                          | 同時ネット |
| 岩手県         | テレビ岩手（TVI）         | 日本テレビ系列 | 日曜 10:25 - 11:25           | 2020年4月5日 - 2024年9月29日                          | 同時ネット |
| 宮城県         | ミヤギテレビ（MMT）       | 日本テレビ系列 | 日曜 10:25 - 11:25           | 2020年4月5日 - 2024年9月29日                          | 同時ネット |
| 秋田県         | 秋田放送（ABS）           | 日本テレビ系列 | 日曜 10:25 - 11:25           | 2020年4月5日 - 2024年9月29日                          | 同時ネット |
| 山形県         | 山形放送（YBC）           | 日本テレビ系列 | 日曜 10:25 - 11:25           | 2020年4月5日 - 2024年9月29日                          | 同時ネット |
| 福島県         | 福島中央テレビ（FCT）     | 日本テレビ系列 | 日曜 10:25 - 11:25           | 2020年4月5日 - 2024年9月29日                          | 同時ネット |
| 山梨県         | 山梨放送（YBS）           | 日本テレビ系列 | 日曜 10:25 - 11:25           | 2020年4月5日 - 2024年9月29日                          | 同時ネット |
| 新潟県         | テレビ新潟（TeNY）        | 日本テレビ系列 | 日曜 10:25 - 11:25           | 2020年4月5日 - 2024年9月29日                          | 同時ネット |
| 長野県         | テレビ信州（TSB）         | 日本テレビ系列 | 日曜 10:25 - 11:25           | 2020年4月5日 - 2024年9月29日                          | 同時ネット |
| 静岡県         | 静岡第一テレビ（SDT）     | 日本テレビ系列 | 日曜 10:25 - 11:25           | 2020年4月5日 - 2024年9月29日                          | 同時ネット |
| 鳥取県・島根県 | 日本海テレビ（NKT）       | 日本テレビ系列 | 日曜 10:25 - 11:25           | 2020年4月5日 - 2024年9月29日                          | 同時ネット |
| 愛媛県         | 南海放送（RNB）           | 日本テレビ系列 | 日曜 10:25 - 11:25           | 2020年4月5日 - 2024年9月29日                          | 同時ネット |
| 福岡県         | 福岡放送（FBS）           | 日本テレビ系列 | 日曜 10:25 - 11:25           | 2020年4月5日 - 2024年9月29日                          | 同時ネット |
| 長崎県         | 長崎国際テレビ（NIB）     | 日本テレビ系列 | 日曜 10:25 - 11:25           | 2020年4月5日 - 2024年9月29日                          | 同時ネット |
| 熊本県         | くまもと県民テレビ（KKT） | 日本テレビ系列 | 日曜 10:25 - 11:25           | 2020年4月5日 - 2024年9月29日                          | 同時ネット |
| 鹿児島県       | 鹿児島読売テレビ（KYT）   | 日本テレビ系列 | 日曜 10:25 - 11:25           | 2020年4月5日 - 2024年9月29日                          | 同時ネット |
| 高知県         | 高知放送（RKC）           | 日本テレビ系列 | 日曜 10:25 - 11:25           | 2020年6月7日 - 2024年9月29日                          | 同時ネット |
| 広島県         | 広島テレビ（HTV）         | 日本テレビ系列 | 日曜 10:25 - 11:25           | 2020年4月14日 - 10月6日 2021年10月3日 - 2024年9月29日 | 同時ネット |
| 石川県         | テレビ金沢（KTK）         | 日本テレビ系列 | 日曜 10:25 - 11:25           | 2022年4月3日 - 2024年9月29日                          | 同時ネット |
| 近畿広域圏     | 読売テレビ（ytv）         | 日本テレビ系列 | 金曜 0:54 - 1:54（木曜深夜） | 2020年4月17日 -                                       | 遅れネット |
| 富山県         | 北日本放送（KNB）         | 日本テレビ系列 | 日曜 1:00 - 2:00（土曜深夜） | 2020年4月18日 -                                       | 遅れネット |
| 香川県・岡山県 | 西日本放送（RNC）         | 日本テレビ系列 | 日曜 1:25 - 2:25（土曜深夜） | 2020年4月19日 -                                       | 遅れネット |
| 中京広域圏     | 中京テレビ（CTV）         | 日本テレビ系列 | 火曜 1:35 - 2:35（月曜深夜） | 2021年4月5日 -                                        | 遅れネット |
| 徳島県         | 四国放送（JRT）           | 日本テレビ系列 | 日曜 0:55 - 1:55（土曜深夜） | 2024年4月7日 -                                        | 遅れネット |
| 大分県         | 大分放送（OBS）           | TBS系列        | 水曜 23:56 - 翌0:55          | 2021年1月6日 -                                        | 遅れネット |

### 2024年10月から
| 放送対象地域   | 放送局                    | 系列                                         | ネット開始日     | 放送日時                     | ネット状況 | 備考        |
| -------------- | ------------------------- | -------------------------------------------- | ---------------- | ---------------------------- | ---------- | ----------- |
| 関東広域圏     | 日本テレビ（NTV）         | 日本テレビ系列                               | 2024年10月11日 - | 金曜 19:00 - 19:56           | 制作局     | 制作局      |
| 北海道         | 札幌テレビ（STV）         | 日本テレビ系列                               | 2024年10月11日 - | 金曜 19:00 - 19:56           | 同時ネット |             |
| 青森県         | 青森放送（RAB）           | 日本テレビ系列                               | 2024年10月11日 - | 金曜 19:00 - 19:56           | 同時ネット |             |
| 岩手県         | テレビ岩手（TVI）         | 日本テレビ系列                               | 2024年10月11日 - | 金曜 19:00 - 19:56           | 同時ネット |             |
| 秋田県         | 秋田放送（ABS）           | 日本テレビ系列                               | 2024年10月11日 - | 金曜 19:00 - 19:56           | 同時ネット |             |
| 山形県         | 山形放送（YBC）           | 日本テレビ系列                               | 2024年10月11日 - | 金曜 19:00 - 19:56           | 同時ネット |             |
| 長野県         | テレビ信州（TSB）         | 日本テレビ系列                               | 2024年10月11日 - | 金曜 19:00 - 19:56           | 同時ネット |             |
| 静岡県         | 静岡第一テレビ（SDT）     | 日本テレビ系列                               | 2024年10月11日 - | 金曜 19:00 - 19:56           | 同時ネット |             |
| 石川県         | テレビ金沢（KTK）         | 日本テレビ系列                               | 2024年10月11日 - | 金曜 19:00 - 19:56           | 同時ネット |             |
| 福井県         | 福井放送（FBC）           | 日本テレビ系列                               | 2024年10月11日 - | 金曜 19:00 - 19:56           | 同時ネット |             |
| 鳥取県・島根県 | 日本海テレビ（NKT）       | 日本テレビ系列                               | 2024年10月11日 - | 金曜 19:00 - 19:56           | 同時ネット |             |
| 広島県         | 広島テレビ（HTV）         | 日本テレビ系列                               | 2024年10月11日 - | 金曜 19:00 - 19:56           | 同時ネット |             |
| 山口県         | 山口放送（KRY）           | 日本テレビ系列                               | 2024年10月11日 - | 金曜 19:00 - 19:56           | 同時ネット |             |
| 徳島県         | 四国放送（JRT）           | 日本テレビ系列                               | 2024年10月11日 - | 金曜 19:00 - 19:56           | 同時ネット |             |
| 香川県・岡山県 | 西日本放送（RNC）         | 日本テレビ系列                               | 2024年10月11日 - | 金曜 19:00 - 19:56           | 同時ネット |             |
| 愛媛県         | 南海放送（RNB）           | 日本テレビ系列                               | 2024年10月11日 - | 金曜 19:00 - 19:56           | 同時ネット |             |
| 高知県         | 高知放送（RKC）           | 日本テレビ系列                               | 2024年10月11日 - | 金曜 19:00 - 19:56           | 同時ネット |             |
| 福岡県         | 福岡放送（FBS）           | 日本テレビ系列                               | 2024年10月11日 - | 金曜 19:00 - 19:56           | 同時ネット |             |
| 長崎県         | 長崎国際テレビ（NIB）     | 日本テレビ系列                               | 2024年10月11日 - | 金曜 19:00 - 19:56           | 同時ネット |             |
| 鹿児島県       | 鹿児島読売テレビ（KYT）   | 日本テレビ系列                               | 2024年10月11日 - | 金曜 19:00 - 19:56           | 同時ネット |             |
| 宮崎県         | テレビ宮崎（UMK）         | フジテレビ系列 日本テレビ系列 テレビ朝日系列 | 2024年10月11日 - | 金曜 19:00 - 19:56           | 同時ネット |             |
| 宮城県         | ミヤギテレビ（MMT）       | 日本テレビ系列                               | 2024年10月12日 - | 金曜 19:00 - 19:56           | 同時ネット |             |
| 福島県         | 福島中央テレビ（FCT）     | 日本テレビ系列                               | 2024年10月13日 - | 金曜 19:00 - 19:56           | 同時ネット |             |
| 富山県         | 北日本放送（KNB）         | 日本テレビ系列                               | 2024年10月13日 - | 金曜 19:00 - 19:56           | 同時ネット | [ 注釈 16 ] |
| 新潟県         | テレビ新潟（TeNY）        | 日本テレビ系列                               | 2024年10月11日 - | 土曜 15:55 - 16:55           | 遅れネット | [ 注釈 17 ] |
| 山梨県         | 山梨放送（YBS）           | 日本テレビ系列                               | 2024年10月12日 - | 土曜 9:30 - 10:30            | 遅れネット | [ 注釈 18 ] |
| 中京広域圏     | 中京テレビ（CTV）         | 日本テレビ系列                               | 2024年10月12日 - | 土曜 12:45 - 13:45           | 遅れネット | [ 注釈 19 ] |
| 近畿広域圏     | 読売テレビ（ytv）         | 日本テレビ系列                               | 2024年10月12日 - | 月曜 1:35 - 2:39（日曜深夜） | 遅れネット | [ 注釈 20 ] |
| 熊本県         | くまもと県民テレビ（KKT） | 日本テレビ系列                               | 2024年10月13日 - | 日曜 10:25 - 11:25           | 遅れネット | [ 注釈 21 ] |
| 沖縄県         | 琉球放送（RBC）           | TBS系列                                      | 2025年1月8日 -   | 水曜 15:49 - 16:50           | 遅れネット |             |

### 見逃し配信
2019年11月よりHuluにて、本番組を含むジャニーズ事務所(現：STARTO ENTERTAINMENT)所属タレントが出演している、日本テレビ制作のバラエティ3番組の見逃し配信が開始された。
日本テレビ系の動画配信サービス「日テレ無料TADA!」と、在京民放キー局5社が共同運営している動画配信サービス「TVer」では1週間、日本テレビ系定額制動画配信サービス「Hulu」では1年間の配信がそれぞれ行われている。

## スタッフ
- 演出：石﨑史郎
- 構成：木南広明、飯塚大悟、植田将崇、坂本龍二
- TM：小椋敏宏
- SW：米田博之
- カメラ：中村佳央
- MIX：榊原大輔
- VE：飯島友美
- 照明：池長正宏
- 編集：金子将太
- MA：安部結莉香
- 音効：保苅智子
- 美術：上田貴博
- デザイン：北村春美
- 技術協力：NiTRO、ヌーベルアージュ、東京オフラインセンター
- 美術協力：日テレアート
- CG：森三平
- スタイリスト：櫻井賢之
- リサーチ：田村沙紀、三澤一樹
- 制作進行：三輪美砂（以前はディレクター）
- デスク：阿部絵里子
- TK：木下渚
- ディレクター：加藤健太、市川隆、小川大輔、岐部広和、中尾光佐、野本開、杉原玲、廣瀬隆太郎、小倉卓、玉野雄基、赤坂謙、内出有布、相澤雄、秋山哲也、吉田直也、小林直機、中村望美、土井皓太、小谷信公、牧野邦彦、小林瑤一朗、藤原明生、田邊恒平、加藤杏、久保基樹、倉本華奈、原彰太、綾小路千尋/渋谷姫夏子、宇野澤蓮、三上優衣花、河村真広、黒田廉介、大槻壮樹、乙田萌実、小林未優、愛甲紋佳、関口克哉、緑川留衣、井澤佳香、森優芽、松﨑康太、伊藤駿太、細川新太、馬越佳美、森永泰成【週替り】
- プロデューサー：國谷茉莉、西野真貴【毎週】/森下典子、山田美穂、本井雅美、塚田直之、両口奈穂、小林香央莉、佐藤紀香、武井咲、金誠貴、金ビンナ【週替り】
- チーフプロデューサー：原司
- 制作協力：AXON、創輝、SION
- 制作著作：日本テレビ

### 過去のスタッフ
- リサーチ：中村栞
- 制作進行：山﨑保奈美
- プロデューサー：切田美伸、西川宏一、宮太一、持田順也、大松千紗都
- チーフプロデューサー：菅賢治、田中宏史、松岡至、道坂忠久、江成真二、倉田忠明、島田総一郎